# Grotta della Dragunara
La grotta della Dragunara (o della Dragumara) è un'importante grotta parzialmente sommersa, che si trova nei pressi di Cala Dragunara, nel golfo di Porto Conte, a pochi km da Alghero. Il nome deriva dal latino "Dracunara" poi "Dragonara" (trad. antro, spelonca, caverna) e poi modificato secondo i canoni della lingua catalano/algheresi.

## Descrizione
La grotta è un sistema carsico molto importante: presenta infatti un lago interno molto profondo con acqua dolce in superficie, che diviene salmastra e salata dopo pochi metri, ma nel caso di piogge abbondanti anche a maggiori profondità. Per questo aspetto la grotta è stata per millenni un luogo di approvvigionamento di acqua dolce: era infatti frequentata dall'uomo sin dalla preistoria. 
Lo testimoniano i numerosi ritrovamenti di cocci e contenitori in terracotta; è stato forse anche luogo di sepoltura, come testimoniano le numerose ossa umane ritrovate. Fino a tempi recenti è stato presidio della Marina Militare, con molo ed edificio di competenza, per l'approvvigionamento di bastimenti e navi da guerra. Il lago interno ha una profondità di circa 40 metri, con numerose sottili e lunghe stalattiti. Con grande difficoltà, dovuta al trasporto delle attrezzature, è possibile immergersi in un luogo dalla grande spettacolarità accompagnati da speleologi subacquei esperti del locale gruppo speleo-subacqueo.
Da diversi decenni sono stati effettuati studi e ricerche con relative pubblicazioni scientifiche e vari articoli giornalistici, nonché alcuni documentari.